# Культура полей погребальных урн

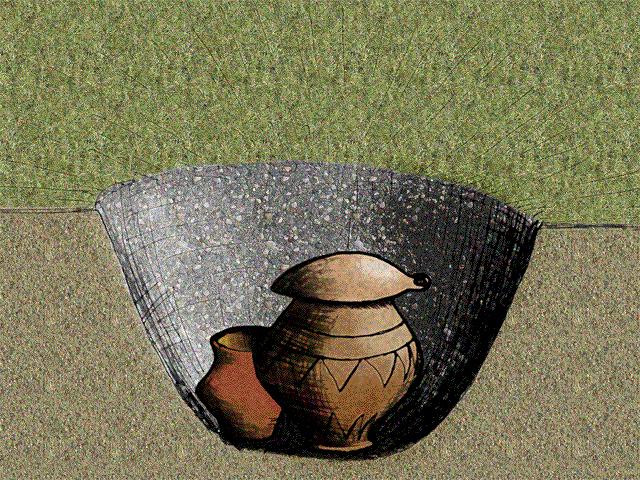
Типичное захоронение погребальной урны.

Культу́ра поле́й погреба́льных урн (КППУ), или урнопольская культура (англ. Urnfield culture, нем. Urnenfelderkultur; 1300—750 гг. до н. э.) — общее название ряда археологических культур раннего железного века, данное по характерному признаку — могильникам без насыпей, которые содержат преимущественно остатки трупосожжений, обычно с захоронением праха в глиняных сосудах, поставленных на дно могилы.
Культура полей погребальных урн развилась на основе культуры курганных погребений и стала предшественником гальштатской культуры. Преемственность с последней, а также лингвистические сведения указывают на вероятную принадлежность культуры носителям пракельтского языка (и, возможно, других индоевропейских языков).
Символы, обнаруженные на изделиях культуры, частично интерпретированы как числительные (цифры), но пока не расшифрованы до конца.
Культура полей погребений возникла в бронзовом веке и существовала на протяжении длительного времени (свыше 700 лет). Поля распространены по всей Европе. В ранний железный век в могильниках уже начинают встречаться погребения сожжённого праха в ямках без урн и трупоположения.
C 1300 до 300 года до н. э. от Балтийского побережья до Дуная и от реки Шпрее до Волыни существовала самая древняя из имеющих отношение к континууму культур полей погребений — лужицкая культура.
Примерно в 1000 год до н. э. в долинах рек Дунай и Рейн в северо-западной части Швейцарии и Восточной Франции возникли южнонемецкая и порейнская культуры полей погребений. В начале железного века носители этих двух культур проникли далее на территорию Франции, а в 800—700 годы до н. э. — на Пиренейский полуостров (Каталония, Кастилия), в 900—700 годы до н. э. появились в Британии. На территории Италии вариантом данной культуры была культура Голасекка.

## Хронология
Культура погребальных полей делится на несколько этапов (по Г. Мюллеру-Карпе):
|       | год до н. э. |
| ----- | ------------ |
| Bz D  | 1300—1200    |
| Ha A1 | 1200—1100    |
| Ha A2 | 1100—1000    |
| Ha B1 | 1000—800     |
| Ha B2 | 900—800      |
| Ha B3 | 800—750      |

Считается, что в некоторых областях, таких как юго-западная Германия, культура Полей Погребальных Урн складывается около 1200 г. до н. э. (начало Ha A), но ещё раньше (на этапе Bz D, в так называемой Ригзее-фазе) уже существуют свидетельства трупосожжений. Поскольку переход от средней бронзы к КППУ был постепенным, остаётся спорным вопрос о датировке появления этой культуры.
КППУ как таковая охватывает этапы Гальштат-A и Гальштат-Б (Ha A и Ha B) в системе хронологии П. Райнеке (не следует это путать с Гальштатской культурой, которая соответствует этапам Ha C и Ha D и относится уже к железному веку). Это соответствует периодам III—IV Северной Бронзы в периодизации О. Монтелиуса. Включается ли при этом сюда райнековская «Бронза-Г» (Bz D), зависит от конкретного исследователя и описываемого региона.
Само существование этапа Ha B3 всё ещё представляется спорным, поскольку предположение о его существовании основано только на нескольких женских захоронениях. Как видно уже из самих произвольных 100-летних отрезков, периодизация в высшей степени условна. Фазы основаны на типологических изменениях, но они не были строго одновременными по всему ареалу распространения культуры. В будущем учёные рассчитывают получить больше радиоуглеродных и дендрохронологических данных для уточнения датировки этих периодов.

## Происхождение
Согласно современным представлениям, культура зародилась на территории современных Нидерландов. Х. Фоккенс полагает, что распространение культуры было связано не столько с миграцией населения, сколько с общим экономическим кризисом и сменой культурной парадигмы. Распространение КППУ сопровождалось переходом от трупоположения к трупосожжению в тех регионах, где последнее до того не практиковалось.
Культура полей погребальных урн вырастает из предшествующей культуры курганных погребений. Переход совершается постепенно, как в особенностях керамики, так и в похоронных обрядах. В некоторых частях Германии (например, в Вёльферсхаймском пласте) трупосожжение и трупозахоронение существовали параллельно. Некоторые могилы содержат сочетание керамики культуры курганных погребений и мечей культуры полей погребальных урн (Кресброн, район Бодензее) или резной керамики курганной культуры вместе с ранними типами урнопольской (Менген). На севере урнопольская культура утвердилась только в период Ha A2.
16 заколок, найденных в отложении на дне болота в Эльмозене (район Бад-Айблинг, Германия) покрывают собой весь хронологический период от Bz D до Ha A. Это демонстрирует, что в ритуалах существовала существенная непрерывность. На Луаре, Сене и Роне отложения на дне некоторых бродов содержат находки от позднего неолита вплоть до самого урнопольского периода.
Общепринята точка зрения, что обычай кремации пришёл в Центральную Европу с Балкан, где он был широко распространён в восточной части культуры курганных погребений. Примерно в это же время некоторое распространение он получает также в тшинецкой и ранней лужицкой культуре.

## Расселение и локальные группы

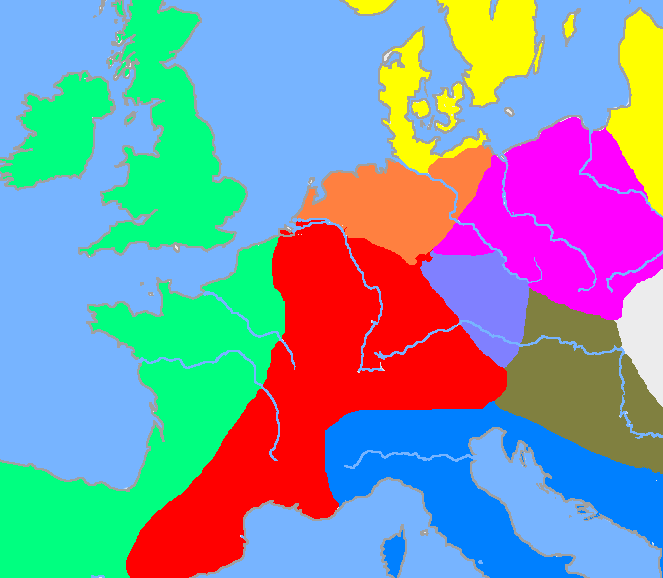
Схематическая карта распространения западно-европейских культур около 1200 г. до н. э.: центральная («Южнонемецкая») КППУ (красный), северная («Порейнская») КППУ (оранжевый), Кновизская культура (сизый), Лужицкая культура (пурпурный), Среднедунайская (хаки), Террамар культура (синий), Атлантическая бронза (зелёный) и Нордическая бронза (жёлтый).

Урнопольская культура простиралась от западной Венгрии до восточной Франции, от Альп до Северного моря.
Локальные группы, различаемые главным образом по керамике, включают в себя:
- Южнонемецкая урнопольская культура:
  - Нижнемайнско-швабская группа в южном Гессене и Баден-Вюртемберге, включая пласты в Марбурге и Ханау, на нижнем Майне и Фридбергер-Ахе.
  - Рейнско-швейцарская группа в Рейнланд-Пфальце, Швейцарии и восточной Франции, (по-французски сокращённое название этой области — RSFO).
  - Унштрутская группа в Тюрингии, смесь Кновизской культуры с южнонемецкой Урнопольской.
- Порейнская (Нижне-Рейнская) урнопольская культура:
  - Нижняя гессенская группа
  - Северо-нидерландо-вестфальская группа
  - Северо-западная группа в области Дельты Рейна и Мааса
- Среднедунайская культура полей погребальных урн:
  - Велатице-Байердорф в Моравии и Австрии (велатицкая, подольская, байердорфская, штильфридская группы)
  - Добова-Руше
  - Хотин-Вал
  - Чаканская культура в западной Словакии
- Юго-восточная урнопольская культура
  - Гава-голиградская культура
  - Киятицкая культура
  - Культура Сучу-де-Сус
  - Пилинская культура
- Другие культуры, входящие в континуум полей погребальных урн:
  - Кновизская культура в западной и северной Богемии, южной Тюрингии и северо-восточной Баварии
  - Милавичская культура в юго-восточной Богемии
  - Северо-Восточно-Баварская группа, разделяемая на нижнюю (Баварскую) и верхнюю (Пфальцевскую) группы

Иногда распространение артефактов, относящихся к этим группам, демонстрирует чёткие и непрерывные границы, которые могут разделять социальные структуры, такие как племена. Типажи изделий из металла как правило распространены по гораздо более широким пространствам, чем из керамики, и не укладываются в эти границы. Вероятно, они производились в немногочисленных специальных мастерских, обслуживавших знать на больших пространствах.
Значительные некрополи во Франции находятся в Шатенэ и Лингольсхайме (Эльзас). Своеобразное земляное сооружение Голоринг было сооружено в Волькене под Кобленцем в Германии.

## Связанные культуры
Восточноевропейская лужицкая культура во многих чертах родственна культуре полей погребальных урн, но продолжается и в Железном веке без существенных изменений.
Пилиневская культура в северной Венгрии и Словакии вырастает из культуры курганных погребений, но также применяет и захоронения в урнах. В керамике прослеживаются тесные связи с культурой Гава, но на поздних этапах обнаружено сильно влияние лужицкой культуры.
С XI по VIII столетие до н. э. поля с урнами встречаются во Франции (Лангедок). Изменения в погребальном обряде скорее всего вызваны влиянием тенденций на востоке.

## Этническая принадлежность
Ввиду отсутствия письменных источников, язык носителей Урнопольской культуры неизвестен. В 1960-е гг. ряд исследователей, напр., Ян Филип, отождествляли данную культуру с протокельтами на том основании, что в местах её распространения в исторический период нередко локализовывались кельтоязычные народы. Также известно, что примерно в IX веке до н. э. в северо-восточную Испанию проникают некоторые элементы урнопольской культуры, в частности характерный погребальный обряд, что однако, не затрагивает основы местной иберийской культуры, это явление отождествляют с первой волной расселения кельтов, которые, действительно, достоверно появляются в регионе в течение нескольких последующих веков. И в целом, конфигурация ареала распространения данной культуры примерно соответствует основным районам, откуда спустя несколько веков будет осуществляться кельтская экспансия, задокументированная во многих источниках.
Уже в 1970-е гг. этот взгляд подвергся критике. Хавьер де Ос указывал, что урнопольская культура оказала влияние на ряд очевидно некельтских (реты, иберы) народов, либо таких, чья кельтоязычность не доказана однозначно (лигуры). С его точки зрения, урнопольская культура была конгломератом народов, среди которых кельты могли играть определённую активную роль, но не более. Гальштатская культура, наследующая большинство черт культуры полей погребальных урн, связывается с кельтами уже с большей вероятностью. С другой стороны, ряд кельтоязычных народов (ирландцы) не могут быть выведены ни от урнопольской культуры, ни от гальштатской.
Наконец, представляется[кому?] равно вероятным и то, что распространение полей погребений не является результатом экспансии какого-нибудь одного народа или генетически связанных народов, а главный типологический признак — погребальный обряд — был принят этнически разными группами населения Европы независимо. Поскольку мы не обладаем в настоящее время достоверными сведениями о ходе и продолжительности этногенеза кельтов и других народов древних эпох, и общность материальной культуры не всегда означает прямую привязку к социальным и политическим единицам, этот вопрос остаётся дискуссионным.

## Палеогенетика
Анализ останков носителей культуры полей погребальных урн показал наличие 1 случай Y-хромосомной гаплогруппы R1b (пещера Лихтенштейн), 5 случаев Y-хромосомной гаплогруппы I2a2b (пещера Лихтенштейн), 1 случай Y-хромосомной гаплогруппы R1a1a1b1a2-Z280>FT6375* (№ I0099, Хальберштадт, 3000 лет до настоящего времени) и 2 случая предположительно Y-хромосомной гаплогруппы R1a1 (пещера Лихтенштейн).
Покрыты толстым слоем кальцита останки мужчины, принадлежавшего к культуре полей погребальных урн, из подводной пещеры Вимзенер (Wimsener Höhle) в Баден-Вюртемберге, датируются возрастом 1306—1017 лет до н. э. У него определена митохондриальная гаплогруппа J1c1. На графике главных компонент (PCA) этот человек генетически близок к населению бронзового века этого региона.

## Теория волны переселений
Широкое распространение в урнопольской культуре кладов (схронов), а также укреплённых поселений (городищ) рассматривается некоторыми учёными как свидетельство широкомасштабных боевых действий и потрясений.
В письменных источниках зафиксировано несколько крахов и потрясений, приходящихся на времена, близкие к появлению Урнополья, имевших место в регионе восточного Средиземноморья, Анатолии и Леванта:
- конец микенской культуры, относимый к условной дате около 1200 г. до н. э.
- разрушение Трои VI около 1200 г. до н. э.
- сражения Рамзеса III с «народами моря», 1195—1190 гг. до н. э.
- конец Хеттской империи 1180 г. до н. э.
- поселение филистимлян в Палестине около 1170 г. до н. э.

Некоторые учёные, в их числе Вольфганг Киммиг и Педро Бош-Гимпера, выдвигают идею волны переселений, охватившей всю Европу. Так называемое дорийское вторжение в Грецию также вписывается в этот контекст. Однако улучшенные методы датировки показали, что эти события не так тесно связаны, как когда-то считалось. Это и ещё некоторые более поздние свидетельства[какие?] дают основания предполагать, что дорийцы скорее пришли около 1100 г. до н. э. на пустеющие после упадка Микен земли, чем стали первопричиной этого упадка[уточнить].
Исследователь Роберт Дрюс, пересмотрев и отвергнув гипотезу о переселениях, предположил, что наблюдаемые культурные ассоциации частично могут быть объяснены просто как результат появления и распространения нового способа ведения боя, основанного на вооружённых рубящими мечами группах пехоты, заменивших колесницы. Дрюс предполагает, что политическая нестабильность, вызванная появлением этого вида войск в централизованных государствах, основу армий которых прежде составляли боевые колесницы (марьянну), привела к падению династий и целых государств.
С точки зрения теории пассионарности все эти волны переселения являются экспансией суперэтносов 12 века до нашей эры (-1200 или 3200 лет назад)
Культура полей погребальных урн является классическим образцом экспансии ранне-кельтского суперэтноса. Помимо первичного очага этногенеза хорошо просматриваются вторичные очаги в Испании, Италии, Британии, в Польше.
Сохранившиеся кельтские языки делятся на две ветви. В гойдельских языках, восходящих к периоду полевиков, экспансия (-1200), произошёл *kw — k. Q — переход, Q-диалекты, в то время как в бритских, восходящих ко второй волне кельтской экспансии, (-800) произошёл ещё один переход от Q в Р, Р-диалекты.
В это же время на территории Польши во вторичном очаге этногенеза произошло формирование балтского (балто-славянского) на основе одного из потомков языка шнуровиков (4500).

## Селения

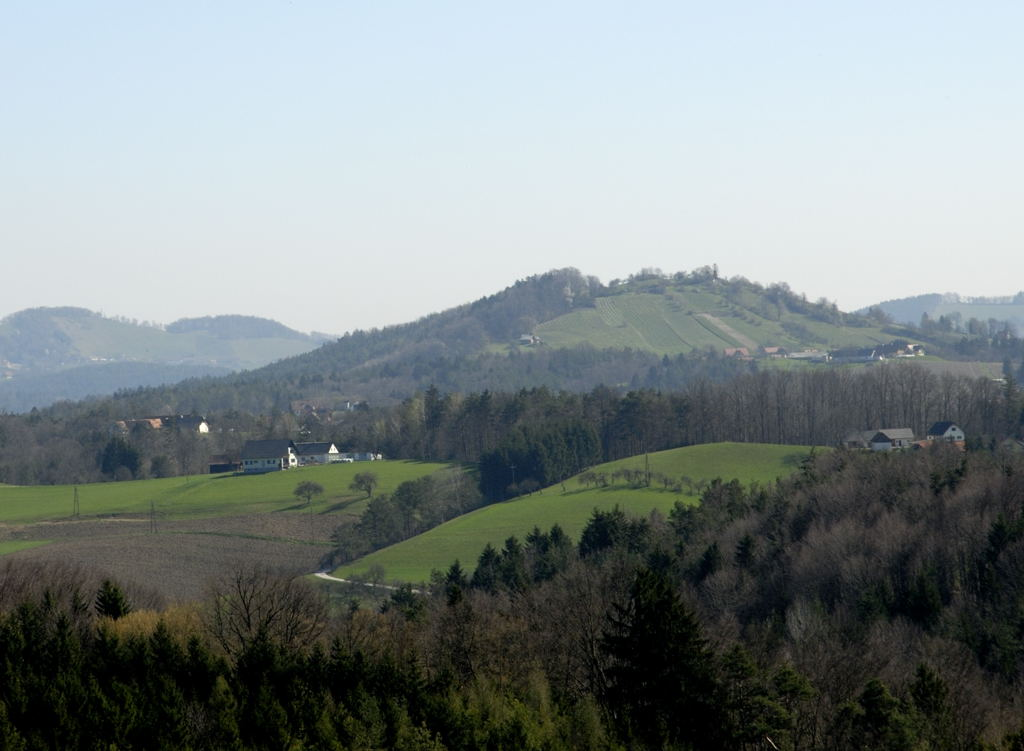
Древнее укрепление на вершине холма в Бургшталькогеле, Австрия (см. Burgstallkogel)

Количество селений резко возрастает в сравнении с предыдущей, Курганной культурой. К сожалению, лишь несколько из них были как следует раскопаны.
Для Урнопольской культуры типичны укреплённые селения, часто на вершинах холмов и в излучинах рек. Они основательно укреплялись валами, сложенными из камней или брёвен. Раскопки поселений на открытой местности редки, но и там обычно всегда есть по 3—4 больших построенных впритык дома с деревянными башнями и со стеной или с обмазанным глиной плетнём. Также известны землянки, но они, скорее всего, использовались как погреба.

### Поселения на открытой местности
Дома имели один или два свода. Некоторые были совсем небольшими, 4,5×5 м, как найденные у горы Рундер Берг в Швабском Альбе (Бад-Урах, Германия), 5-8 м длиной, как в южнонемецком Кюнциге, иные же достигали до 20 м в длину. Конструктивно они представляли собой плетнёвые мазанки на каркасе из столбов. Например, в древнем селении вблизи деревни Велатице (Южноморавского края Чехии было раскопано 44 такие постройки.
В Кновизской культуре известны больши́е колоколовидные амба́рные я́мы. Например, в раскопанном древнем селении вблизи деревни Радонице Хомутовского района Чехии их было больше ста. Они использовались, вероятнее всего, для хранения зерна, и их количество свидетельствует, что хле́ба выращивалось и хранилось в избытке.

### Свайные жилища
На озёрах южной Германии и Швейцарии сооружалось много свайных жилищ. Они состоят из простых однокомнатных мазанок или срубов. Поселение в Цуге (Швейцария) было уничтожено огнём и проливает свет на многие аспекты материальной культуры и организации поселений того времени. Там также было сделано много дендро-датировок.

## Артефакты

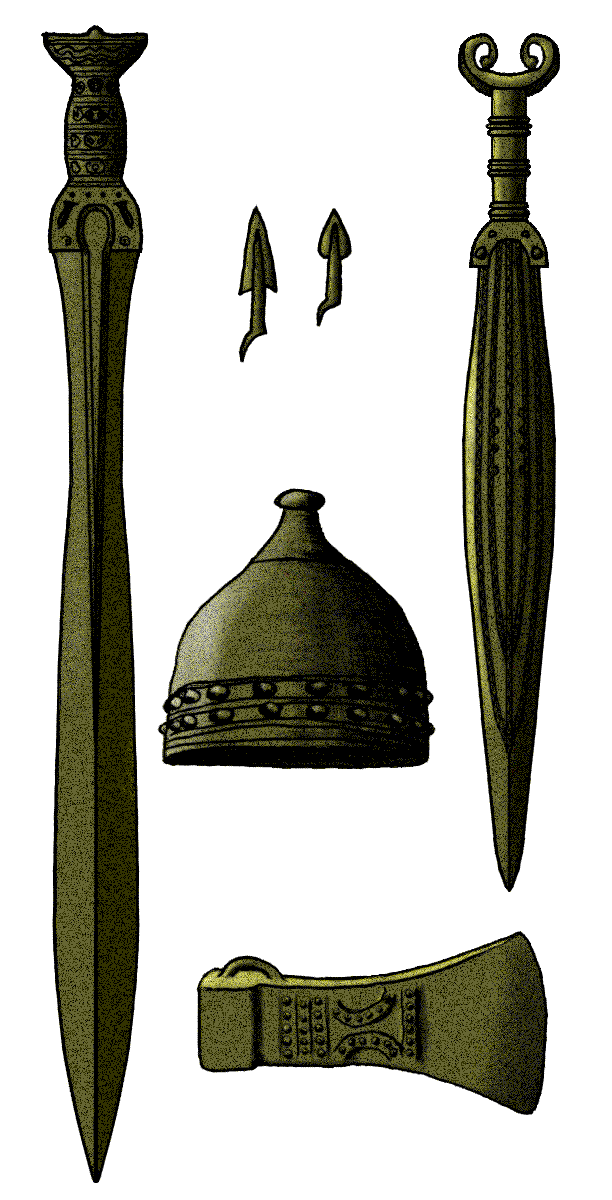
Образцы оружия, найденного в могильниках культуры

### Керамика

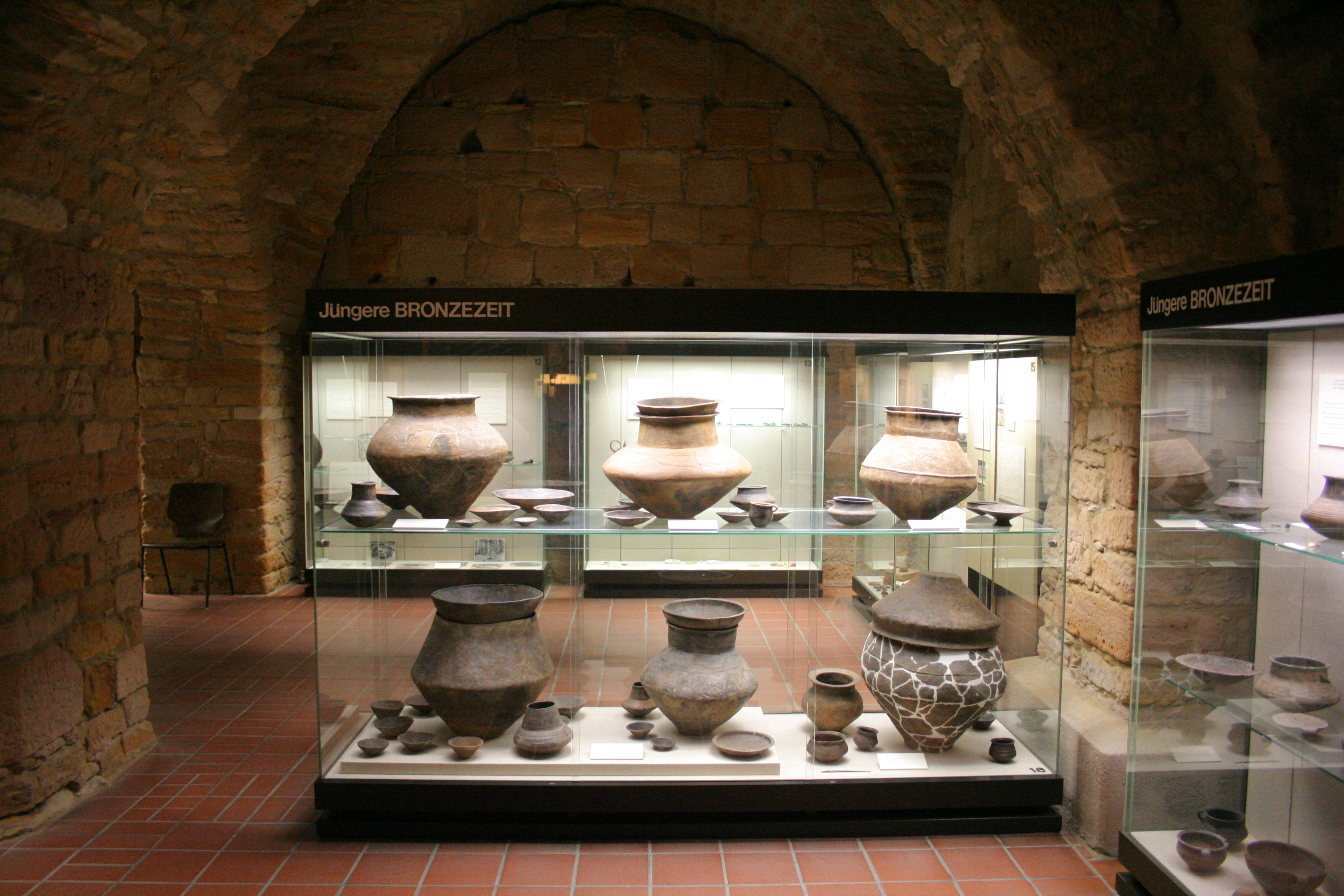
Погребальные урны, холмы Лан, Гессен, Германия.

Керамика обычно хорошего качества, с гладкой поверхностью и обычно острым килевидным профилем. Полагают, что некоторые формы имитируют металлические прототипы. Округлые конические сосуды с цилиндрическими горлышками особенно характерны. Присутствует некая незначительная декорация, но большая часть поверхности обычно оставлялась гладкой. Обычен узор из желобков. В свайных жилищах в Швейцарии гравировка иногда была инкрустирована станиолью. Уже применялись печи для обжига (Эльхингер Кройц, Бавария), о чём свидетельствуют и ровные поверхности стенок сосудов.
Другие сосуды включают кубки из кованой бронзы с клёпаными ручками (Енишовицкий тип) и большие котлы с некими приспособлениями (возможно для переноса). Деревянные сосуды также дошли до наших дней, но лишь в нескольких экземплярах: они оказались «законсервироваными» под водой, как образец из Auvernier (Neuchâtel), но могли быть распространены очень широко.

### Клады

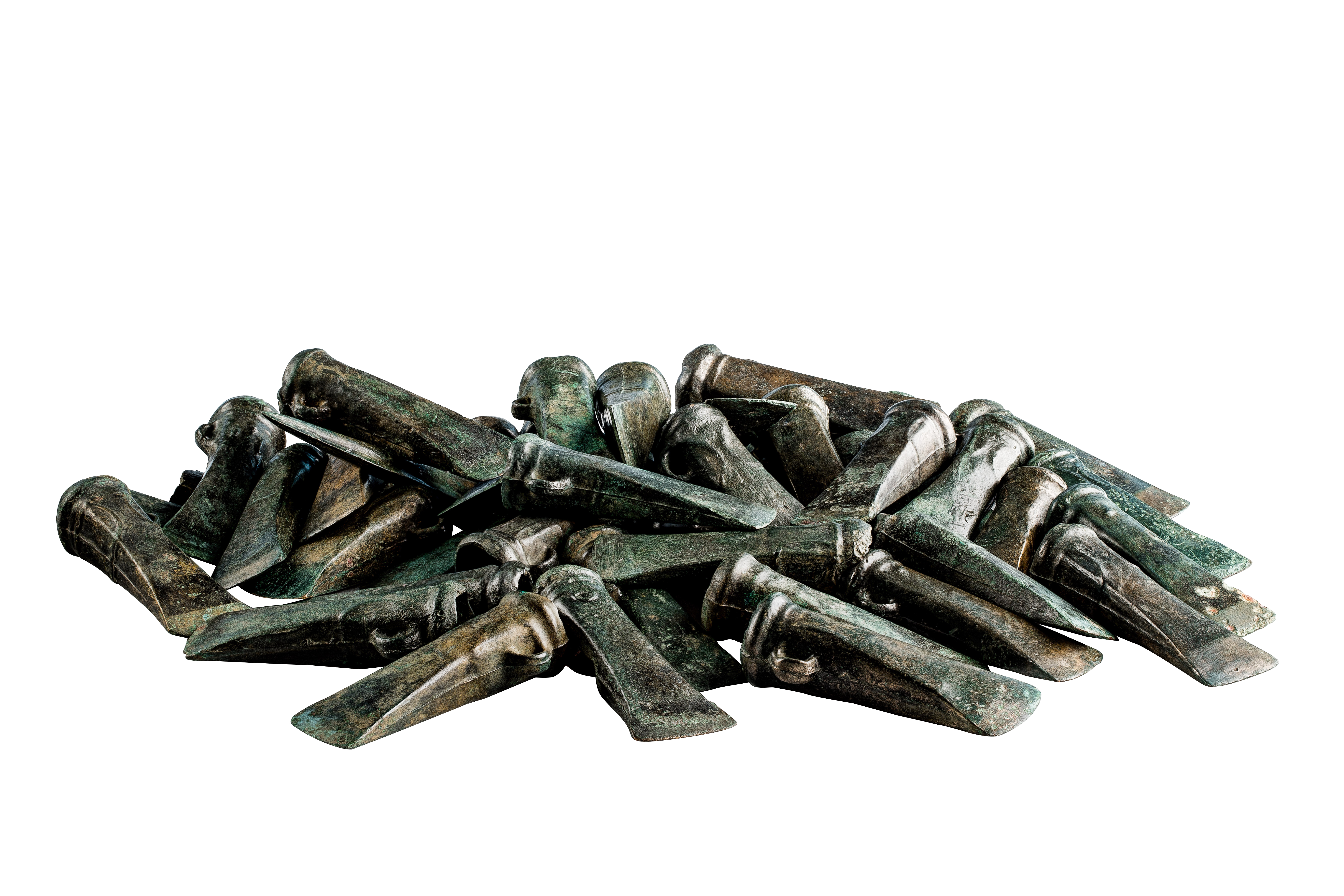
Клад Хеппенерта (Бельгия), ок. 800 до н. э., Фонд Короля Бодуэна, Галло-римский музей (Тонгерен)

Клады очень характерны для Урнопольской культуры. Обычай угасает в конце Бронзового века. Они очень часто закладывались в реках и таких влажных местах, как болота. Поскольку такие места часто были совершенно недоступными, вероятнее всего, они представляют собой дары божествам. Другие клады содержат сломанные или бракованные изделия, которые, скорее всего, были бронзовым ломом для дальнейшей переплавки кузнецами. Поскольку поздние урнопольские клады часто содержат такой же набор предметов, что и ранние, некоторые учёные интерпретируют устройство таких схронов как способ обеспечить себе снаряжение в загробном мире. На реке Триё во французском департаменте Кот-д’Армор целые мечи были найдены вместе с многочисленными рогами красного оленя, что, вероятно, могло иметь какой-то религиозный символизм.

### Железо

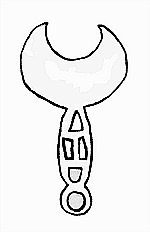
Бритва в форме полумесяца

## Погребальные обычаи

### Могилы

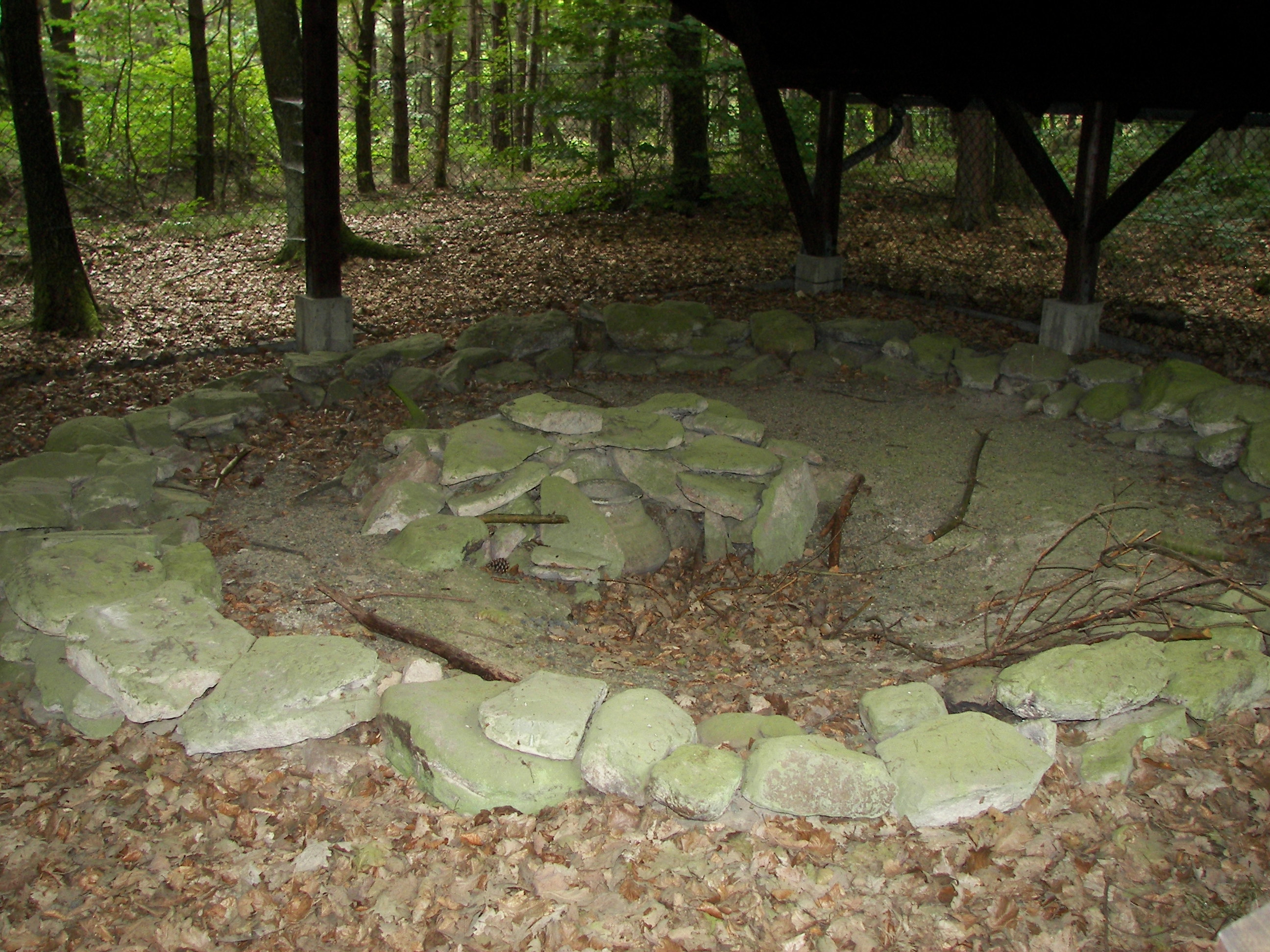
Раскопанный курган под Марбургом.

В предшествующий Курганный период были характерны коллективные захоронения под насыпными курганами, по крайней мере, для знатных или важных представителей. В наступившую же Урнопольскую эпоху преимущественно стали хоронить поодиночке, хотя иногда продолжали делать и курганы.
На ранних этапах Урнопольского периода выкапывались могилы в форме человека, иногда с выложенным камнями дном, на который клались кремированные останки усопшего. Лишь позднее стало общепринятым помещение праха в урны. Некоторые исследователи высказывают предположения, что этот переход мог быть отражением коренных изменений в мифах людей той эпохи и/или их представлениях о земной и загробной жизни.
Размер полей погребений бывает различным: в Баварии они могут содержать до сотни могил, в то время как в крупнейшем некрополе в Баден-Вюртемберге в Даутмергене их всего 30. Покойные возлагались на погребальные костры в своих личных украшениях, на многих из которых остались следы огня, а иногда даже и следы принесённой в жертву пищи. Зачастую в захоронении находят неполные скелеты, однако останки после кремирования значительно крупнее, чем в римский период, что свидетельствует о том, что использовалось меньше древесины. Большинство погребальных полей-некрополей были покинуты с концом бронзового века, лишь в Порейнском ареале они продолжали использоваться ещё в начале века железного (Ha C, а иногда даже и Ha D).
Кремированные кости могли просто быть помещены в ямы. Иногда тесное скопление костей свидетельствует о том, что они были положены или завёрнуты в какой-то органический материал, потом истлевший, а иногда кости в могилу были просто брошены. Если кости были помещены в урну, они часто покрывались плоской чашей или камнем. В особом типе захоронений (так называемые колоколовидные могилы) урны целиком покрыты перевёрнутыми сосудами большего размера. Поскольку могилы редко накладываются, возможно, их отмечали деревянными столбами или камнями. Захоронения, размеченные камнями, типичны для Унштрутской группы.

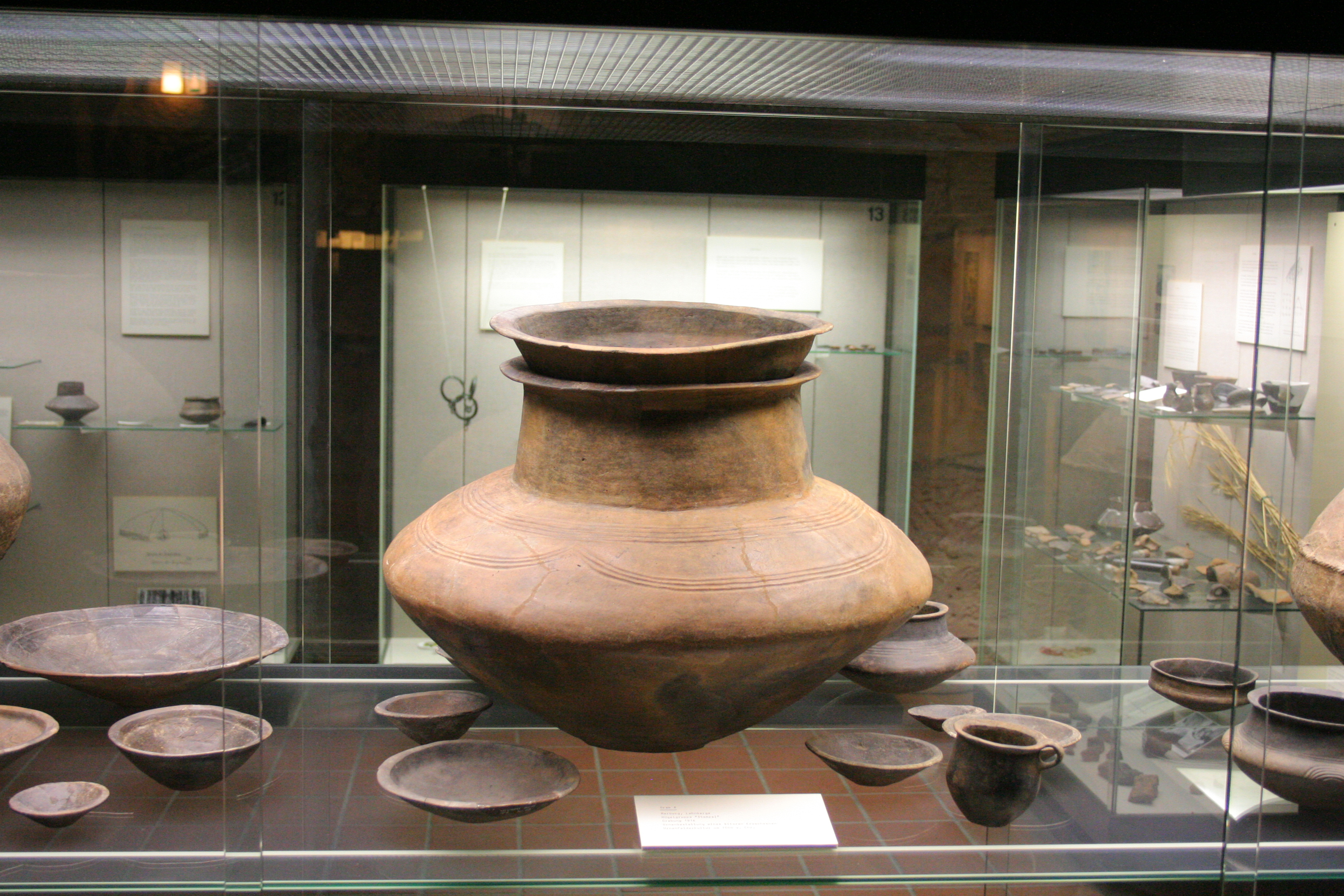
Урна для праха и блюдо для погребальных приношений.